# Guatemala aux Jeux olympiques d'hiver de 1988
Le Guatemala participe aux Jeux olympiques d'hiver de 1988, qui ont lieu à Calgary au Canada. Ce pays, représenté par six athlètes, prend part aux Jeux d'hiver pour la première fois de son histoire. Il ne remporte pas de médaille.

## Résultats

### Ski alpin
Hommes
| Athlète                | Épreuve      | Manche 1        | Manche 2        | Total           | Total           |
| Athlète                | Épreuve      | Temps           | Temps           | Temps           | Rang            |
| ---------------------- | ------------ | --------------- | --------------- | --------------- | --------------- |
| Carlos Andrés Bruderer | Super-G      |                 |                 | N'a pas terminé | N'a pas terminé |
| Christian Bruderer     | Super-G      |                 |                 | 2 min 05 s 99   | 50              |
| Christian Bruderer     | Slalom géant | N'a pas terminé | N'a pas terminé | N'a pas terminé | N'a pas terminé |
| Alfredo Rego           | Slalom géant | 1 min 45 s 07   | 1 min 41 s 52   | 3 min 26 s 59   | 69              |
| Carlos Andrés Bruderer | Slalom géant | 1 min 29 s 45   | 1 min 26 s 17   | 2 min 55 s 62   | 65              |
| Alfredo Rego           | Slalom       | 1 min 46 s 49   | 1 min 33 s 79   | 3 min 20 s 28   | 54              |
| Christian Bruderer     | Slalom       | 1 min 19 s 30   | N'a pas terminé | N'a pas terminé | N'a pas terminé |
| Carlos Andrés Bruderer | Slalom       | 1 min 16 s 87   | 1 min 09 s 43   | 2 min 26 s 30   | 39              |

Femme
| Athlète      | Épreuve      | Manche 1      | Manche 2      | Total           | Total           |
| Athlète      | Épreuve      | Temps         | Temps         | Temps           | Rang            |
| ------------ | ------------ | ------------- | ------------- | --------------- | --------------- |
| Fiamma Smith | Super-G      |               |               | N'a pas terminé | N'a pas terminé |
| Fiamma Smith | Slalom géant | 1 min 25 s 31 | 1 min 34 s 86 | 3 min 00 s 17   | 29              |
| Fiamma Smith | Slalom       | 1 min 23 s 56 | 1 min 21 s 94 | 2 min 45 s 50   | 27              |

### Ski de fond
Hommes
| Épreuve | Athlète        | Course            | Course |
| Épreuve | Athlète        | Temps             | Rang   |
| ------- | -------------- | ----------------- | ------ |
| 15 km   | Ricardo Burgos | 55 min 16 s 3     | 81     |
| 15 km   | Dag Burgos     | 53 min 00 s 8     | 80     |
| 30 km   | Ricardo Burgos | 1 h 51 min 19 s 4 | 83     |
| 30 km   | Dag Burgos     | 1 h 47 min 38 s 5 | 80     |